# Орифия

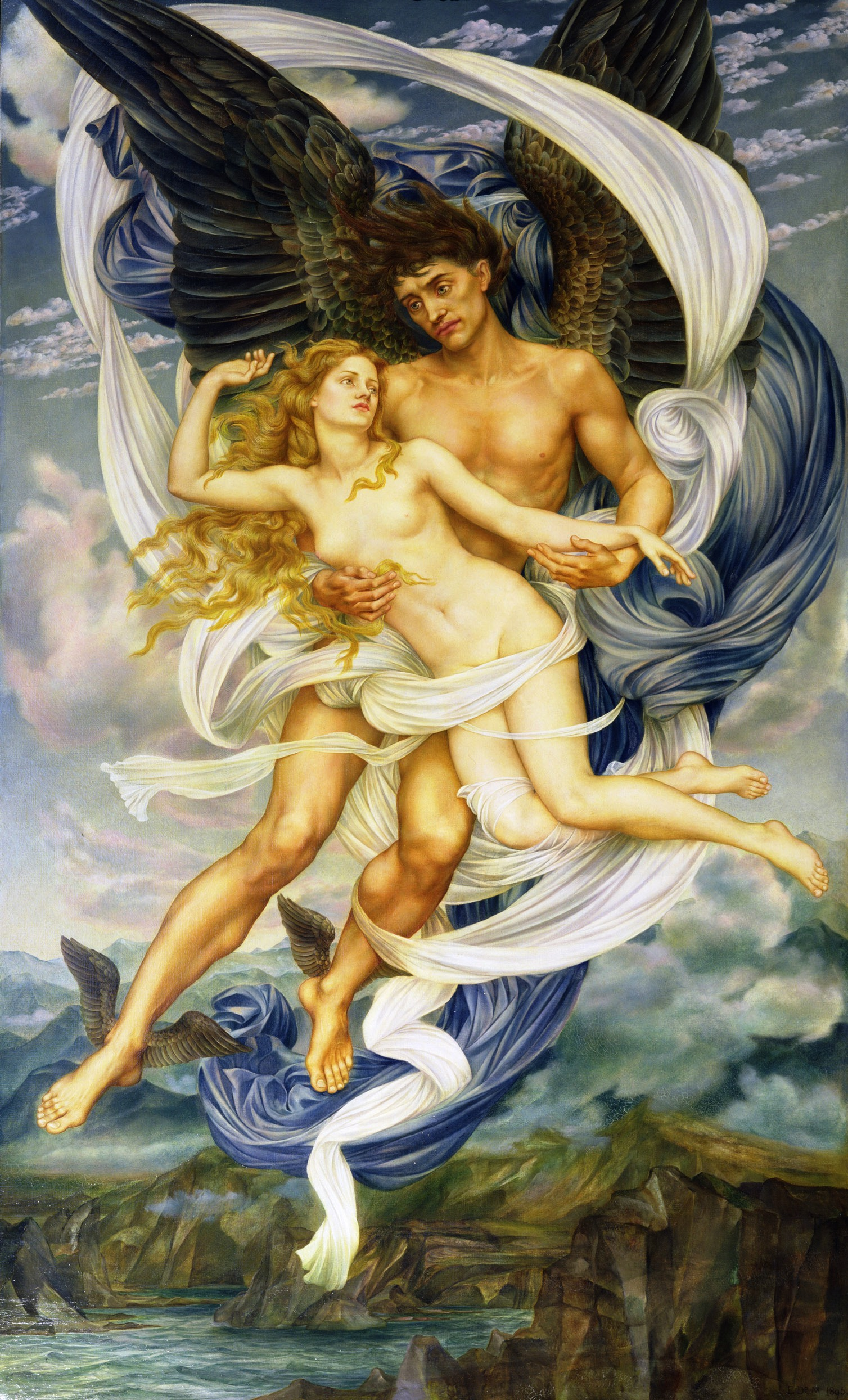
Борей и Орифия на картине Эвелин де Морган

Орифия (Орития; др.-греч. Ὠρείθυια, «веющая сквозь горы») — в древнегреческой мифологии дочь царя Афин Эрехтея, жена Борея, мать Клеопатры и Хионы и крылатых бореадов Зефа и Калаида.
Её называют «Марафонская дева». Красавица похищена Бореем и унесена на далекий север. Её сыновья Зет и Калаид участвовали в походе аргонавтов, по одной из версий на обратном пути проходили протоку в горах Рипах. За владениями Борея и Орифии проживали гипербореи. Орифия подарила оружие Пенфесилее.
Действующее лицо трагедии Эсхила «Орифия».

## Амазонка
Данное имя носила также одна из цариц амазонок, союзница скифского царя Сагила и его сына Панасагора. Возможно, имя («живущая в округе Риф») ей дали горы Рипы (Рифы).